# مقاطعة كالهون (ألاباما)
مقاطعة كالهون (بالإنجليزية: Calhoun County, Alabama)‏ هي إحدى مقاطعات ولاية ألاباما في الولايات المتحدة. تأسست سنة 1832، بلغ عدد سكانها 118572 نسمة في عام 2010 حسب إحصاء مكتب تعداد الولايات المتحدة وتصل الكثافة السكانية فيها 75.2 نسمة/كم2.

## أعلام
- هنري بي. غراي

## وصلات خارجية
- الموقع الرسمي